# Solanum lycocarpum
Solanum lycocarpum o   lobeira,  es una especie botánica de planta con flor común en la sabana brasileña. 

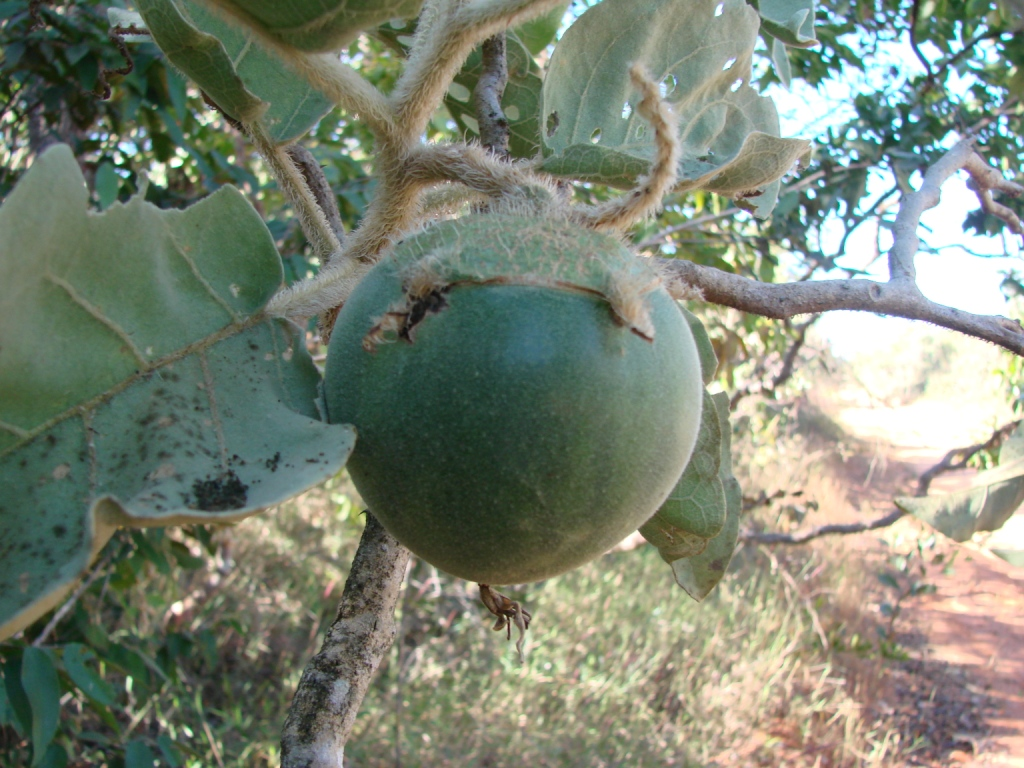
Fruto

El fruto de esta planta abarca el 50 % de la dieta alimenticia del aguará guazú (Chrysocyon brachyurus), motivo por el que recibe el nombre aguara yva (‘fruta del zorro’, en guaraní).

## Descripción
Es un arbusto heliófilo, leñoso, de 12-30 (50) dm de altura. Hojas simples, alternas, coriáceas, lanceoladas; fruto amarillo y semejante a un tomate pequeño (11-15 cm de diámetro.
Las partes de esta planta son venenosas si se comen en verde. Tiene las hojas cubierta por pelusa que las hace grises a la vista. Las flores, azules, se forman en estrella con los estambres amarillos.
Crece en suelo arcilloso, húmedo, y necesita del agua regularmente y del sol. Son comestibles para los humanos.

## Usos medicinales
Contra la diabetes.

## Taxonomía
Solanum nudum fue descrita por Augustin Saint-Hilaire y publicado en Voyage dans le District des Diamans 1(2): 333. 1833.
Etimología
Solanum: nombre genérico que deriva del vocablo Latíno equivalente al Griego στρνχνος (strychnos) para designar el Solanum nigrum (la "Hierba mora") —y probablemente otras especies del género, incluida la berenjena— , ya empleado por Plinio el Viejo en su Historia naturalis (21, 177 y 27, 132) y, antes, por Aulus Cornelius Celsus en De Re Medica (II, 33). Podría ser relacionado con el Latín sol. -is, "el sol", debido a que la planta sería propia de sitios algo soleados.
nudum: epíteto latino que significa "desnudo".